# Piper yinkiangense
Piper yinkiangense är en pepparväxtart som beskrevs av Y.C. Tseng. Piper yinkiangense ingår i släktet Piper och familjen pepparväxter. Inga underarter finns listade i Catalogue of Life.